# غردوكج (أسفيتش)
غردوکج (بالفارسية: گردوکج) هي قرية تقع في إيران في قسم أسفیتش الريفي.